# Bottega Veneta
Bottega Veneta er et italiensk luksusmodehus. De er baseret i Milano, Italien. De fremstiller tøj, håndtasker, sko, accessories, smykker og dufte.
Mærket har været ejet af Kering siden februar 2001. I 2023 nåede Bottega Venetas omsætning 1,6 milliarder euro.
Bottega Veneta blev grundlagt i 1966 i Vicenza af Michele Taddei og Renzo Zengiaro.